# مسجد كاكريل
مسجد كاكريل (بالبنغالية: কাকরাইল মসজিদ) هو مسجد يقع بالقرب رومنا بارك في دكا عاصمة بنغلاديش، هو مركز للأنشطة جماعة الدعوة والتبليغ في بنغلادش، يعتبر المسجد أحد أفضل الأماكن للتعرف على الإسلام في بنغلاديش .